# 키스 에르난데스
키스 에르난데스(Keith Hernandez 1953년 10월 20일 ~ )는 미국의 전 프로 야구 선수로, 메이저 리그 베이스볼(MLB)에서 1루수로 활약하였다. 17시즌 동안 세인트루이스 카디널스, 뉴욕 메츠, 클리블랜드 인디언스에서 뛰었다.
한편, 뉴욕 메츠 이적 후 17번을 달았는데   이 등번호는 본인(에르난데스)의 활약 후 메츠에서 나름대로 대접을 받고 있으며  한국 일본과 마찬가지로 투수들이 착용한다.